# Kroatiens socialdemokratiska parti
Kroatiens socialdemokratiska parti (kroatiska: Socijaldemokratska partija Hrvatske, akronym SDP) är ett politiskt parti i Kroatien. Partiet grundades år 1990 och är medlem av Europeiska socialdemokratiska partiet (PES). Partiet är sedan valet 2015 Kroatiens största oppositionella parti. 
Kroatiens socialdemokratiska parti har innehaft premiärministerposten och regeringsmakten i koalition med mindre partier åren 2000–2003 och 2011–2016 respektive. Åren 2010–2015 innehade partiet genom Ivo Josipović presidentposten i Kroatien. Partiet är representerat i Europaparlamentet där det har 5 mandat. 

## Historia
Kroatiens socialdemokratiska parti har sina rötter i Kroatiens kommunistförbund (Savez komunista Hrvatske, SKH) som grundades år 1937. År 1989 lämnade en delegation från Kroatiens kommunistförbund (tillsammans med sin slovenska motsvarighet) de jugoslaviska kommunistförbundens 14:e kongress i Belgrad på grund av samarbetsproblem med de serbiska kommunisterna som leddes av Slobodan Milošević. I Kroatien ställdes krav på politisk pluralism och självständighet från Jugoslavien och de kroatiska kommunisterna lade till meningen Stranka demokratskih promjena (Partiet för demokratiska förändringar) i partinamnet. År 1990 deltog Savez komunista Hrvatske-Stranka demokratskih promjena (SKH-SDP) i de första pluralistiska valen i Kroatien. Den 30 april 1994 gick partiet ihop med Kroatiens socialdemokrater (Socijaldemokrati Hrvatske) under namnet Kroatiens socialdemokratiska parti (Socijaldemokratska partija Hrvatske). 

## Partiledare
- Ivica Račan, 1989–2007
- Zoran Milanović, 2007–2016
- Davor Bernardić, 2016-2020
- Peđa Grbin, 2020-2024
- Siniša Hajdaš-Dončić, 2024-